# Helga Nõu

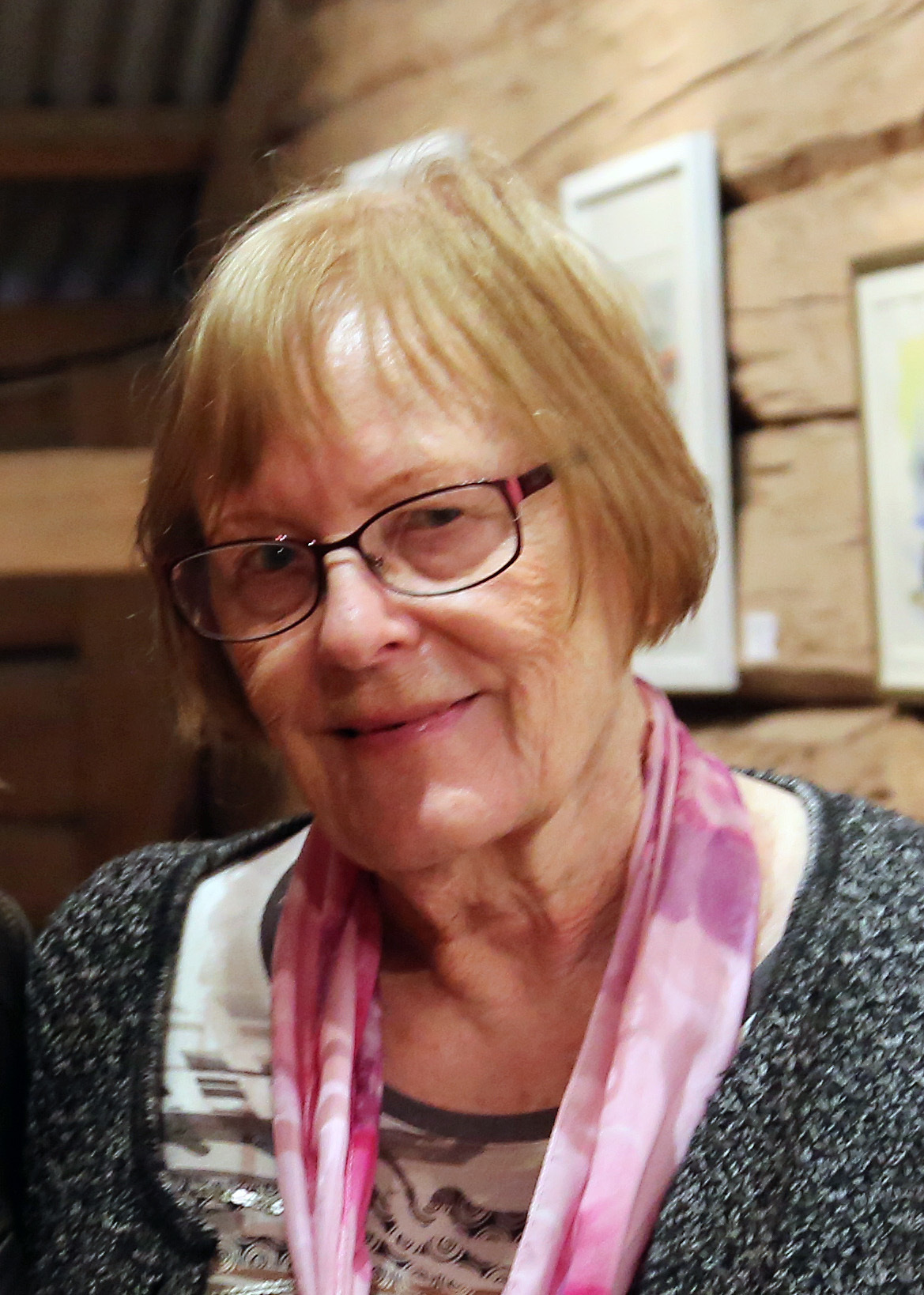
Helga Nõu, September 2017 in Bro, Schweden

Helga Nõu (bis 1957 Helga Raukas; * 22. September 1934 in Tartu) ist eine estnische Schriftstellerin.

## Leben und Werk
Helga Nõu floh 1944 während des Zweiten Weltkriegs vor der heranrückenden Roten Armee nach Schweden. Sie studierte dort Pädagogik und war anschließend als Lehrerin in Stockholm und Uppsala tätig. 1957 heiratete sie den estnischen Exilschriftsteller Enn Nõu (* 1933).
Helga Nõu war seit ihrer Jugend in der estnischen Exilgemeinde in Schweden aktiv. Sie schrieb ab den 1950er Jahren zahlreiche Werke (Prosa und Lyrik), die sich besonders schonungslos mit den Identitätsproblemen und Brüchen im Leben der Flüchtlinge beschäftigten. Daneben befasste sie sich auch literarisch mit dem Generationenkonflikt. Ihre Werke konnten erst nach dem Zusammenbruch der sowjetischen Besetzung Estlands Ende der 1980er Jahre in ihrem Heimatland herausgegeben werden.
Helga Nõu tritt auch als Malerin in Erscheinung. Daneben ist sie Übersetzerin vom Schwedischen ins Estnische (u. a. Astrid Lindgren).

## Werke (Auswahl)
- Kass sööb rohtu (Roman, 1965)
- Ruuduline röövel (Kinderbuch 1965)
- Kord kolmapäeval (Novellensammlung, 1967)
- Oi, oi, oi - mis juhtus? (Kinderbuch 1967)
- Tiiger, tiiger (Roman, 1969)
- Paha poiss (Roman, 1973)
- Põgenejad (Drama 1978–1979)
- Pea suu! (Jugendroman, 1983)
- Uus Lugemik 1 (Lesebuch 1983)
- Uus lugemik 2 (Lesebuch 1990)
- Inimvaresed (Roman, 1993)
- Hundi silmas (Roman, 1999)
- Tõmba uttu! (Jugendroman, 2001)
- Kuues sõrm (Jugendroman, 2003)
- Ood lastud rebasele (Roman, 2006)
- Peaaegu geenius ehk Schrödingeri kassi otsimas (Roman 2008)
- Appi! (Jugendroman, 2008)
- Elu täis üllatusi (Dichtung und Gemälde, 2009)
- Jääauku (Jugendroman, 2010)
- Valetaja (Memoiren, 2011)
- Mahajätjad (Roman, 2013)
- Kas sa Tammsaaret oled lugenud? (Rutt Hindrikus' lebenInterviews, 2014)
- Nartsiss, meesteõgija (Roman 2016)

- Eesti Elulood. Tallinn: Eesti Entsüklopeediakirjastus 2000 (= Eesti Entsüklopeedia 14) ISBN 9985-70-064-3, S. 333